# Liste der Naturdenkmale in Einselthum
Die Liste der Naturdenkmale in Einselthum nennt die im Gemeindegebiet von Einselthum ausgewiesenen Naturdenkmale (Stand 28. März 2024).

## Naturdenkmale
| Nr.         | Bezeichnung  | Lage                       | Beschreibung                                                          | Bild                                    |
| ----------- | ------------ | -------------------------- | --------------------------------------------------------------------- | --------------------------------------- |
| ND-7333-089 | Rosskastanie | Bergstraße, bei Nr. 3 Lage | Aesculus hippocastanum, um 1910 gepflanzt, 12 m hoch bei 2,7 m Umfang | Direkt Bild zu diesem Denkmal hochladen |